# ماريا بريماتشينكو
ماريا أوكسينتيفنا بريماتشينكو (بالأوكرانية: Марія Оксентіївна Примаченко؛ 12 يناير 1909 [أو 30 ديسمبر 1908] - 18 أغسطس 1997) كانت رسامة للفن الشعبي الأوكراني، اتسم عملها بأسلوب الفن الفطري. وهي فنانة عصامية، عملت في الرسم والتطريز والسيراميك.
في 1966، مُنحَت بريماتشينكو جائزة تاراس شيفتشينكو الوطنية الأوكرانية. أعلنت منظمة الأمم المتحدة للتربية والعلم والثقافة (اليونسكو) أن عام 2009 هو عام بريماتشينكو. وقد أُطلق اسمها على أحد شوارع كييف وكوكب صغير على حد سواء. قال بابلو بيكاسو ذات مرة، بعد زيارة معرض بريماتشينكو في باريس، «إنني أنحني أمام المعجزة الفنية لهذه الأوكرانية البارعة».

## حياتها الشخصية
ولدت بريماتشينكو لعائلة من الفلاحين وأمضت معظم حياتها في قرية بولوتنيا في إيفانكيف رايون، كييف أوبلاست، التي تقع على بعد 30 كم (19 ميل) فقط من تشيرنوبل. التحقت بالمدرسة لمدة أربع سنوات، قبل إصابتها بمرض شلل الأطفال، الذي أدى إلى إصابتها بإعاقة جسدية، مما أثر على حياتها وفنها. وصفت تجاربها الفنية الأولى في وقت لاحق من حياتها: «ذات مرة، عندما كنت فتاة صغيرة، كنت أرعى مجموعة من الإوز. عندما وصلت معهم إلى شاطئ رملي، على ضفة النهر، بعد عبور حقل تغطيه الزهور البرية، بدأت في رسم أزهار حقيقية وخيالية بعصا على الرمال... لاحقًا، قررت أن أرسم جدران منزلي باستخدام أصباغ طبيعية. بعد ذلك لم أتوقف أبدًا عن الرسم والتلوين».

## وصلات خارجية
- Works of Maria Primachenko on "Art Ukraine" site على موقع واي باك مشين (نسخة محفوظة 11 July 2012) باللغة الإنجليزية
- A set of postcards by Maria Primachenko. Leningrad, Aurora Art Publishers, 1979.
- "Meine Welt". Maria Prymatschenko — Malerei. Wiktor Maruschtschenko — Fotografie. Katalog Berlin, Kommunale Galerie, 2000.